# オーサカクレオパトラ
オーサカクレオパトラは、吉本興業（大阪本社）所属の男女お笑いコンビ。2021年結成。

## メンバー
かつのぶさん（1987年11月11日 - ）（37歳）
兵庫県出身。身長178 cm、体重90 kg。血液型はB型。
本名：山内 克信（やまうち かつのぶ）
趣味はローラースケート、食べ歩き、ファッション（アメリカ、ユーロミリタリー、ヴィンテージ）。特技はモノマネ（弱小高校野球部）。
NSC大阪校31期出身。結成以前は同期のジェットスガワラ（菅原裕樹、現在は引退）とコンビ「サンドロップ」を組み、約11年ほど活動の末に解散した。
サンドロップ時代は主にコントを演じ、『歌ネタ王決定戦2019』では準決勝進出。

りえちゃん（1981年5月27日 - ）（44歳）
大阪府出身。身長150 cm、体重55 kg。血液型はA型。
本名：藤原 りえ（ふじわら りえ）
趣味は釣り、アウトドア、ドライブ、スノーボード。特技は引越し、釣り、アウトドア、車の運転、スノーボード、辛い食べ物。
NSC大阪校36期出身。結成以前は同期の花岡聡美・マルミとトリオ「エトセトラ」として活動。30歳を過ぎてから芸人を志したため相方・かつのぶさんとは芸歴に5年の差があるものの、年齢はりえちゃんの方が上。
2025年6月現在、よしもと漫才劇場所属の女性芸人の中では最年長である。

## 来歴
かつのぶさんは高校時代、深夜番組にハマっており特に『吉本超合金』が好きだった。その影響で文化祭ではお笑いを披露し、ウケる快感を味わったことで芸人の道を志す。先述の通り、NSCにて同期の菅原から声をかけられお試しの形で前コンビを結成。約11年活動するも2020年8月を以って解散、翌年4月にはりえちゃんと現在のコンビを結成する。
りえちゃんは実家がリサイクルショップ経営で、10年ほど家の手伝いをやっていた。独立して宝石・貴金属のリサイクルブティックショップの社長（本人曰くオーナー）として働き始めるが、売上や利益を目指す仕事を全く面白いと感じなかったため、やがて子供の頃から憧れていた芸人への転職を決意した。
結成して僅か1年で『第52回NHK上方漫才コンテスト』の本戦進出を果たす。2022年4月、よしもと漫才劇場のメンバーとなる。

## 芸風
主に漫才で、お互いがずっこけるようなリアクションをしながらツッコミを入れるネタが多い。夫婦漫才のような掛け合いを演じるが、かつのぶさんは結成前から既婚者である。

## 賞レース成績

### M-1グランプリ
| 年度             | 結果         | エントリー No. | 会場                   | 日程     | 備考        |
| ---------------- | ------------ | -------------- | ---------------------- | -------- | ----------- |
| 2021年（第17回） | 2回戦進出    | 109            | 森ノ宮よしもと漫才劇場 | 10月8日  |             |
| 2022年（第18回） | 3回戦進出    | 1488           | よしもと祇園花月       | 10月26日 |             |
| 2023年（第19回） | 準々決勝進出 | 1405           | なんばグランド花月     | 11月20日 |             |
| 2024年（第20回） | 準々決勝進出 | 4284           | なんばグランド花月     | 11月20日 | 1回戦シード |

### その他
- 2022年 第52回NHK上方漫才コンテスト 本戦進出[13]
- 2022年 あらびき団 二夜連続!真夏の最強パフォーマー決定戦・第一夜 決勝進出[16]
- 2023年 ザ・細かすぎて伝わらないモノマネ 第3位

## 出演
- ザ・細かすぎて伝わらないモノマネ（フジテレビ）[10][17]
- 第52回NHK上方漫才コンテスト（NHKテレビ）[13][14]
- あらびき団 二夜連続!真夏の最強パフォーマー決定戦・第一夜（TBSテレビ）[18][19]
- 土曜のお昼は、やっぱり八光!（ラジオ大阪、2025年4月5日 - ）- パートナー